# Abila Lysaniou
Abila (Oudgrieks: Ἄβιλα), Abila Lysaniou (Oudgrieks: Ἄβιλα ἐπικαλουμένη Λυσανίου), huidige Nebi Abel, was een stad (polis) en burcht in Coele-Syrië.
Het was gelegen op de middelste bergketen, die van Heliopolis zuidwaarts naar de Anti-Libanon loopt.
Zij werd door de Romeinen aan Herodes Agrippa geschonken. Zetel van de tetrarchie Abilene, later Claudiopolis.

## Referentie
- art. Abila, in F. Lübker - trad. ed. J.D. Van Hoëvell, Classisch Woordenboek van Kunsten en Wetenschappen, Rotterdam, 1857, p. 2.